# Shal
Shāl (farsi شال) è una città dello shahrestān di Boyinzahra, circoscrizione di Shal, nella provincia di Qazvin in Iran. Aveva, nel 2006, una popolazione di 15.104 abitanti. 